# Šamil' Asil'darov
Šamil' Saidbegovič Asil'darov (in russo Шамиль Саидбегович Асильдаров?; Machačkala, 18 maggio 1983) è un ex calciatore russo, di ruolo attaccante.

## Carriera
Ha giocato nella massima serie dei campionati russo e kazako.